# Christine Beauchamp
Christine « Sally » Beauchamp est le pseudonyme d'une patiente, de son vrai nom Clara Ellen Fowler, suivie par le neurologiste américain Morton Prince entre 1898 et 1904.
Elle est connue pour être l'une des premières personnes diagnostiquée comme ayant de multiples identités, maladie aujourd'hui connue sous le nom de trouble dissociatif de l'identité. Prince présente son cas dans un livre paru en 1906.

## Histoire
Née le 20 janvier 1873 à Beverly dans le Massachusetts, Beauchamp a une enfance malheureuse. Son père est un homme au caractère violent et sa mère n’apprécie pas sa propre fille et l'ignore souvent. Dans son livre, Prince la décrit comme « une enfant impressionnable, enclin à la rêverie et vivant dans son imagination ». Sa mère meurt alors qu'elle a treize ans. À la suite de ce choc, et durant les trois années qui suivent, elle a des périodes de dépression, de tensions nerveuses et est sujette à des crises de somnambulisme. À seize ans, elle s'enfuit de chez son père et les symptômes s'estompent.
En 1893, alors qu'elle travaille comme infirmière, elle est impressionnée par un violent orage lors d'une nuit de garde et a une hallucination. Dans les jours qui suivent, elle est dans un état agité et selon le témoignage d'une de ses collègues, elle commence à changer de personnalité et développe une aboulie. Son comportement finit par inquiéter sa famille qui la pousse à consulter un spécialiste.
C'est en 1898, alors qu'elle continue ses études d'infirmière qu'elle prend contact avec Morton Prince, un neurologiste de Boston. Elle dit souffrir d'un « désordre nerveux ». Ses personnalités alternatives apparaissent pour la première fois sous hypnose mais émergent par la suite spontanément en état conscient. Prince donna un nom à chacune de ces personnalités et privilégia l'une d'entre elles. Il « soigna » sa patiente en réconciliant les personnalités alternatives avec la personnalité principale de celle-ci.
Prince décrit Beauchamps comme ayant trois principales personnalités, chacune ayant un niveau différent de connaissances des autres. Il écrit « Bien que faisant usage du même corps, chacune a un caractère différent et bien distinct des autres, manifestant des pensées bien différentes, tout comme des vues, des croyances, des idées et des tempéraments différents ; et par différentes expériences des goûts, des habitudes, des expériences et des souvenirs. ».
Plus tard, Beauchamps épousa l'un des assistants de Prince et ne souffrit d'aucune rechute.
Elle meurt le 1er juin 1954 à Brooklin, dans la Maine.

## Importance
Ce cas clinique est largement cité comme un cas prototypique de trouble dissociatif de l'identité, et ce jusque dans les années 1970.